# Hop-Țop
Hop-Țop este un film american 3D de animație din 2011 regizat de Tim Hill.

## Prezentare
Departe de coasta Americii de Sud, pe insula Rapa Nui, cunoscută ca Insula Paștelui, sub capetele uriașe de piatră, se află cea mai fabuloasă fabrică de dulciuri. Trei sute șaizeci și cinci de zile pe an, Iepurașul de Paște domnește peste o echipă de iepurași și de pui care pregătesc coșuri umplute cu bomboane pentru a fi trimise copiilor din toată lumea în dimineața de Paște.
În seara în care urma să fie numit succesorul tatălui său, I.P. fuge de acasă, cu direcția Hollywood, pentru a-și urma visul de a deveni baterist. Ajuns acolo,îl întîlnește pe Fred (JAMES MARSDEN of X-Men, Enchanted), recent dat afară din slujba pe care o avea și decis să-și pună viața în ordine. Dat afară din casa părinților săi cu toată dragostea, Fred îl calcă cu mașina pe I.P., fără să vrea. Prefăcîndu-se rănit, dar și uimindu-l pe Fred cu capacitatea de a vorbi, I.P. îl manipulează pe acesta să-l ia acasă.
În tot acest timp, pe Insula Paștelui, la comandă trece Carlos, un pui obez care profită de fuga lui I.P. pentru a complota o lovitură. Salvarea vine acum numai de la Fred și I.P., care trebuie să se întoarcă pe insulă și să ducă o luptă epopeică pentru a salva nu numai insula, ci chiar sărbătoarea însăși.
James Marsden și Russel Brand sunt protagoniștii unei distribuții care include nume precum KALEY CUOCO (The Big Bang Theory), HUGH LAURIE (House, M.D.), HANK AZARIA (The Simpsons), GARY COLE (Talladega Nights), ELIZABETH PERKINS (Weeds) și CHELSEA HANDLER (Chelsea Lately).
Regia îi aparține lui TIM HILL, regizorul marelui succes Alvin and the Chipmunks, iar producători sînt CHRIS MELEDANDRI (Despicable Me, Ice Age, Robots, Ice Age: The Meltdown, Dr. Seuss’ Horton Hears a Who!) și MICHELE IMPERATO STABILE (Alvin and the Chipmunks). CINCO PAUL și KEN DAURIO (Despicable Me, Dr. Seuss’ Horton Hears a Who!) sunt creatorii poveștii, iar lor li se adaugă la scrierea scenariului Ken Daurio și BRIAN LYNCH (Puss in Boots).

## Distribuție
- James Marsden - Frederick "Fred" O'Hare
  - Coleton Ray - Young Fred
- Kaley Cuoco - Samantha "Sam" O'Hare
- Gary Cole - Henry O'Hare
- Elizabeth Perkins - Bonnie O'Hare
- Tiffany Espensen - Alexandra "Alex" O'Hare
- David Hasselhoff - Himself
- Chelsea Handler - Mrs. Beck
- Dustin Ybarra - Cody
- Russell Brand - Hoff Knows Talent
- Russell Brand - E.B.
  - Django Marsh - Young E.B.
- Hank Azaria - Carlos și Phil
- Hugh Laurie - Mr. Bunny
- Hugh Hefner - Playboy Mansion